# سكوت برادفيلد
سكوت برادفيلد (بالإنجليزية: Scott Bradfield)‏ (27 أبريل 1955، سان فرانسيسكو في الولايات المتحدة)؛ صحفي، ناقد سينمائي، أستاذ جامعي، كاتب، مؤلف وروائي أمريكي.

## روابط خارجية
- سكوت برادفيلد على موقع روتن توميتوز (الإنجليزية)